# الميفاء
الميفاء : قرية عامرة بمحافظة بارق في جنوب المملكة العربية السعودية. تعد من القرى التاريخية ببلاد بارق، وقد بنيت على ربوة مرتفعة، واشتهرت قديما بالقلاع والقصور وبترف أهلها. تقع في الجنوبي الشرقي لإمارة بارق على مسافة سبعة أكيال تقريباً. يبلغ تعداد سكانها 602 نسمة حسب الإحصاء الذي جرى عام 2010.
كانت قاعدة مشيخة قبيلة آل جبلي وحاضرتهم، كما كان بها نقطة عسكرية عبارة عن سرية مشاة عثمانية ومكتب خاص بالتلغراف، وسوق عامرة كانت تقام كل سبت من كل أسبوع. أما في أيامنا هذه فقد سبقتها الشرف في جميع النواحي. والكثير من منازل الميفاء متهدمة، ولا سيما في الحي الغربي، ويعود تاريخ إضمحلال القرية إلى قرن مضى بسبب هجوم الأخوان عليها عام 1341 هـ. والمنازل المتهدمة يبلغ نحو ثلث منازلها، وفي غربي القرية من ناحية القرن آثار قلعة كبير خاربة؛ لا يعرف ملاكها.
جاء عنها في معجم الجزيرة العربية (1970)م: «الميفاء: 18°53'09 ,41°57'39. قرية في إمارة بارق الفرعية التابعة لإمارة منطقة أبها. تقع على ارتفاع 446 متراً فوق مستوى سطح البحر، ويقطنها من 250 إلى 500 نسمة. ترتبط مع الطريق (أبها/جازان - جدة) الرئيسي بدرب متموج سيئ، طوله 2 كم.

## التسمية
الميفاء - بكسر الميم وسكون الياء وفتح الفاء بعدها ألف - وهو في اللغة: المرتفع المشرف على غيره.

## التاريخ
- قرية الميفاء تقع في محافظة بارق في جنوب السعودية، وتعد من القرى التاريخية ببلاد بارق.
- قرية الميفاء بنيت على ربوة مرتفعة، واشتهرت قديما بالقلاع والقصور وبترف أهلها. كانت قاعدة مشيخة قبيلة آل جبلي وحاضرتهم، كما كان بها نقطة عسكرية عثمانية ومكتب للتلغراف.
- يعود تاريخ إضمحلال القرية إلى قرن مضى بسبب هجوم الأخوان عليها عام 1341 هـ. والمنازل المتهدمة يبلغ نحو ثلث منازلها، وفي غربي القرية من ناحية القرن آثار قلعة كبير خاربة.
- يبلغ تعداد سكان القرية 602 نسمة حسب الإحصاء الذي جرى عام 2010.